# بلینک (موتور چیدمان)
بلینک یک موتور چیدمان است که بخشی از پروژه کرومیوم بوده و توسط گوگل توسعه میابد، این موتور چیدمان برای اولین بار در آوریل ۲۰۱۳ معرفی شد. این موتور، انشعابی از موتور چیدمان وب‌کیت بوده و در مرورگرهای کروم (+۲۸) ، اپرا (+۱۵) و دیگر مرورگرهای مبتنی بر کرومیوم مورد استفاده قرار می گیرد.

## تاریخچه
از اواخر سال ۲۰۰۹ گوگل بیشترین مشارکت را در توسعه موتور چیدمان وب‌کیت داشته است.